# Bursera simaruba
Bursera simaruba ist eine Pflanzenart aus der Gattung Bursera innerhalb der Familie der Balsambaumgewächse (Burseraceae). Sie wird Weißgummibaum oder Amerikanische Balsam, scherzhaft auch Touristenbaum genannt (wegen der rötlichen, abblätternden Borke und der damit möglichen Assoziation mit starkem Sonnenbrand), auch Gumbo-Limbo oder Chaca, sowie Terpentinbaum.

## Beschreibung

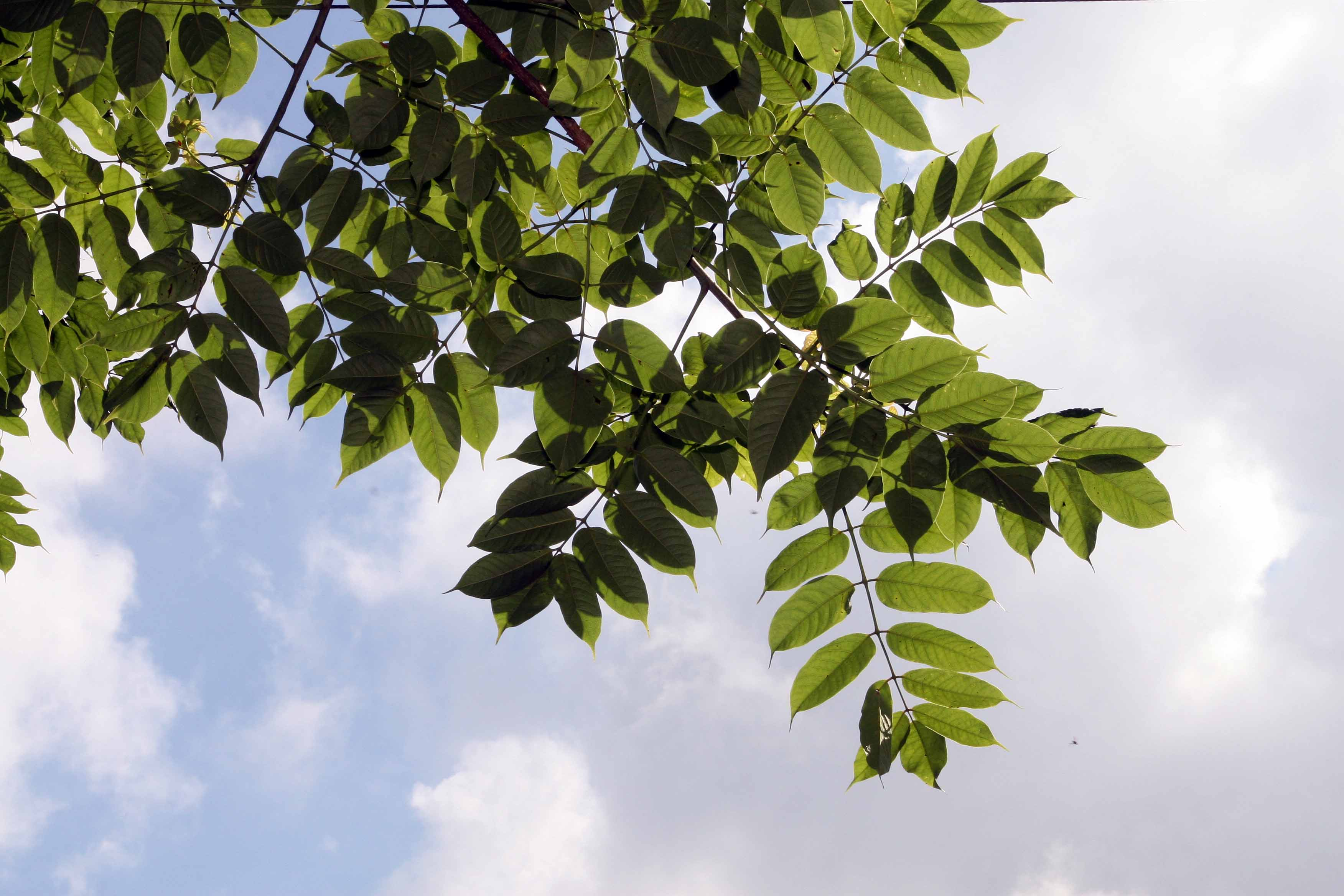
Laubblätter

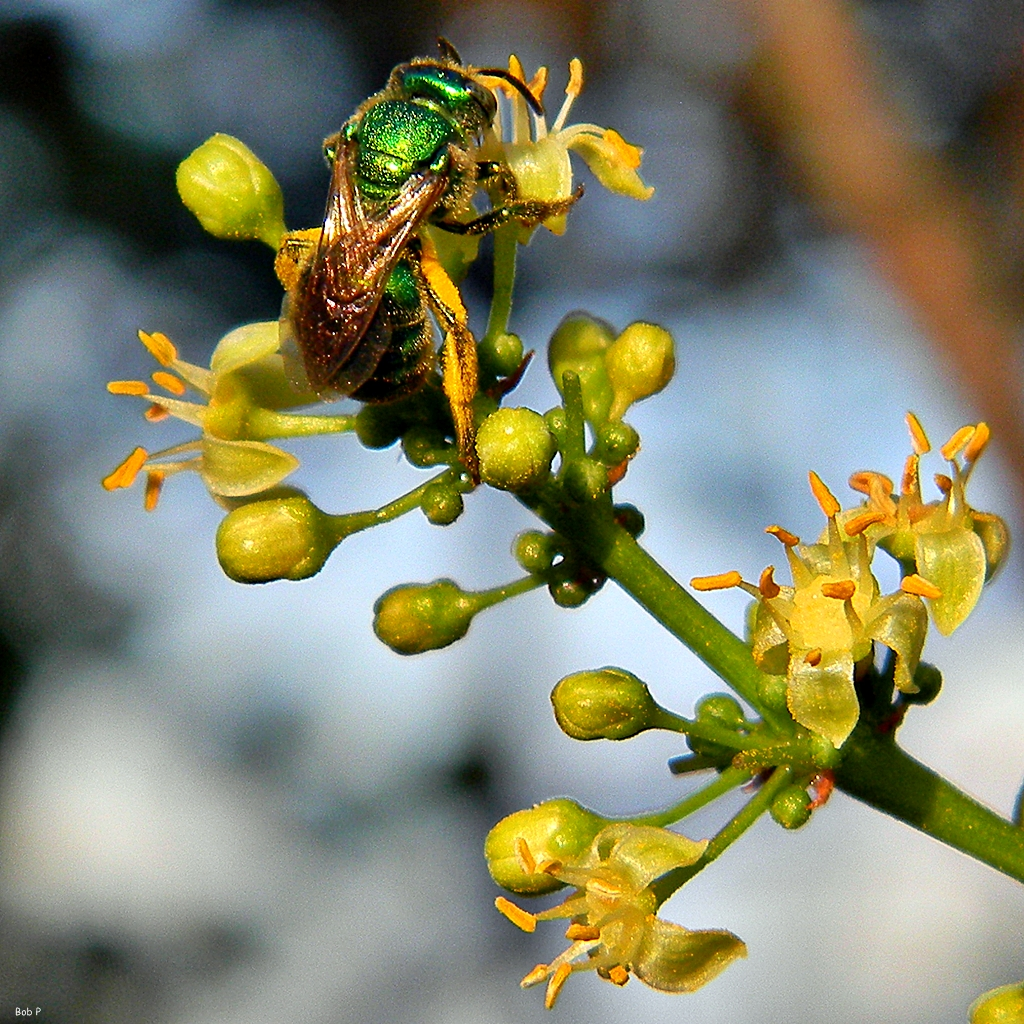
Männliche Blüten

### Vegetative Merkmale
Bursera simaruba ist ein laubabwerfender, mittelgroßer Baum mit breiter Krone, der Wuchshöhen von 15 bis 27 m und Stammdurchmesser von bis zu 90 cm erreicht. Der Stamm ist mit einer grünen bis rötlichen, dünn abblätternden, relativ glatten Borke bedeckt. Die Äste sind lang und unregelmäßig. Der Baum liefert ein Harz, Elemi.
Die wechselständig und spiralig angeordneten und unpaarig gefiederten, lang gestielten Laubblätter sind 10 bis 30 cm lang. Sie bestehen aus fünf bis neun, gestielten, ovalen bzw. elliptischen bis eiförmigen und zugespitzten bis bespitzten und ganzrandigen, bis etwa 12 cm langen Blättchen. Die Blättchen sind an der Basis spitz oder abgerundet bis leicht herzförmig. Der Weißgummibaum verliert im Frühjahr seine Blätter kurz bevor die neuen Blätter erscheinen.

### Generative Merkmale
Bursera simaruba ist polygam-diözisch mit weiblichen, männlichen und zwittrigen Blüten. Sie blüht im Winter in traubig, rispigen end- oder achselständigen Blütenständen. Die drei- bis fünfzähligen Blüten mit doppelter Blütenhülle sind meist eingeschlechtig. Der kleine, lappige und becherförmige Kelch ist grünlich. Die Kronblätter sind gelblich und zurückgelegt. Es ist ein Diskus vorhanden. Die weiblichen Blüten besitzen einen oberständigen, meistens dreikammerigen Fruchtknoten mit einem kurzen Griffel mit lappiger Narbe, sowie Staminodien. Die männlichen Blüten besitzen bis zu zehn Staubblätter und einen Pistillode. Die zwittrigen Blüten besitzen bis zu acht Staubblätter und einen Fruchtknoten sowie einen Diskus. Die Blüten erscheinen manchmal vor den Blättern.
Es werden dreiteilige, -seitige, rötlich-grüne, ellipsoide Kapselfrüchte (öffnende Steinfrüchte) gebildet, sie enthalten einen dreikantigen Samen (Steinkern) mit einem rötlichen Pseudoarillus (Mesocarp).
Die Chromosomenzahl beträgt 2n = 24.

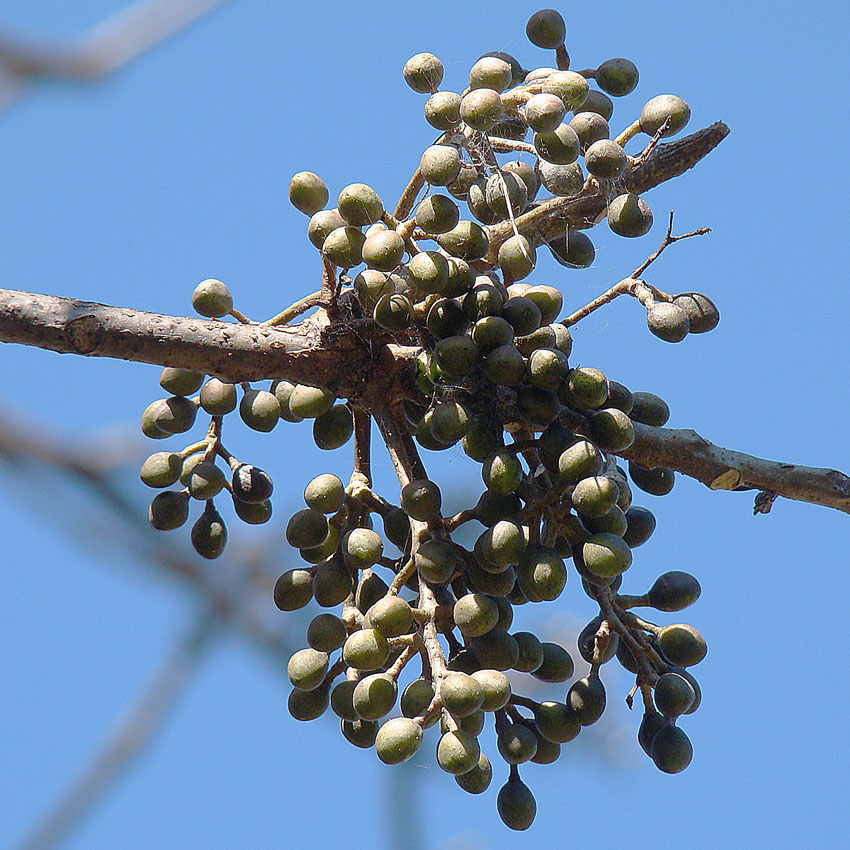
Früchte

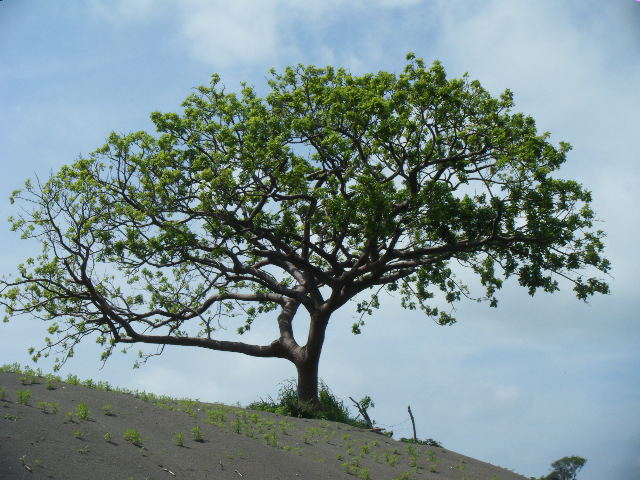
Habitus

## Vorkommen
Die Art kommt in Florida, Mexiko, Mittelamerika, der Karibik, in Guyana, Venezuela, Nord-Brasilien und Kolumbien vor. Sie liefert ein Elemi bzw. Gomartharz, das zur Herstellung von Firnissen verwendet wird. In Mittelamerika findet das Harz Verwendung in der Volksheilkunde. Die Blätter können als Ersatz für Tee verwendet werden.

## Taxonomie
Die Erstveröffentlichung erfolgte 1753 unter dem Namen (Basionym) Pistacia simaruba durch Carl von Linné als in Species Plantarum, Tomus II, S. 1026. Die Neukombination zu Bursera simaruba (L.) Sarg. wurde 1890 durch Charles Sprague Sargent in Garden & Forest, Volume 3, 118, S. 260 veröffentlicht. Weitere Synonyme für Bursera simaruba (L.) Sarg. sind: Bursera bonairensis Boldingh, Bursera gummifera L., Burseria gummifera (L.) L., Bursera gummifera var. pubescens Engl., Bursera integerrima (Tul.) Triana & Planch., Bursera ovalifolia (Schltdl.) Engl., Bursera subpubescens (Rose) Engl.

## Verwendung
Das nicht sehr beständige Holz ist leicht und weich, es wird für einige Anwendungen genutzt. Es ist bekannt als Almácigo oder Gumbo-Limbo.